# Cachecar

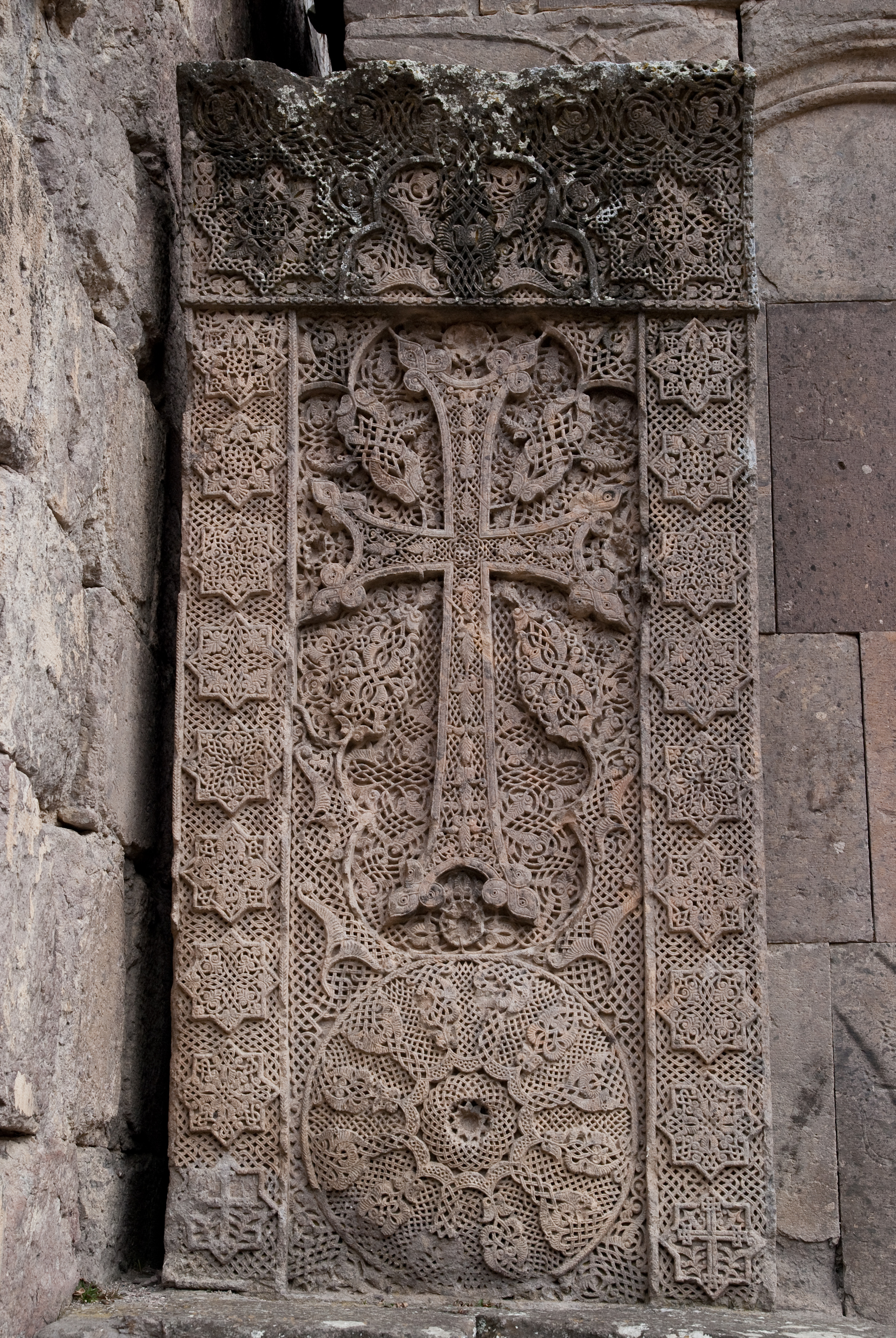
O famoso cachecar do Mosteiro de Goxe, esculpido em 1291 pelo artista Polos

Um cachecar, também conhecido como cruz arménia de pedra (em armênio/arménio:  խաչքար, pronúncia [χɑtʃʰˈkʰɑɾ], խաչ xačʿ "cruz" + քար kʿar "pedra") é uma estela memorial que porta uma cruz, muitas vezes podem ter motivos adicionais como condecorações, laços e motivos botânicos. Os cachecares são característico da arte medieval cristã arménia.
Desde 2010, os cachecares estão inscritos na Lista do Património Cultural Imaterial da Humanidade da UNESCO.

## Descrição
A maioria dos primeiros cachecares foram levantados para "a salvação da alma tanto duma pessoa viva ou morta". Podiam também comemorar uma vitória militar, a construção duma igreja ou como forma de protecção contra desastres naturais.

## História
Os primeiros cachecares verdadeiros apareceram no século IX, durante o ressurgimento arménio depois da libertação do jugo árabe. O cachecar datável foi esculpido em 879 (embora menos exemplares mais rudimentares existam). A tradição mantém-se ainda, bem como existem escultores de cachecares em algumas partes de Erevã.
Bastantes exemplares têm sido transferidos ao Museu Histórico em Erevã e na Catedral de Valarsapate. A maior colecção sobrevivente de cachecares está na Arménia, no Cemitério Noraduz na margem oeste do Lago Sevã. O maior grupo estava antigamente em Julfa na República Autónoma do Naquichevão, no Azerbaijão, mas o inteiro cemetério medieval foi destruído por soldados azeris em 2005.

## Presente
A arte de esculpir cachecares tem presenciado um renascer como símbolo da cultura arménia no século XX. Há centenas de cachecares no mundo, muitos dos quais são em memória da vítimas do chamado Genocídio Arménio. De acordo com um censo, há cerca de trinta cachecares em lugares públicas da França.

## Cachecares ameaçados
Uma grande porça de cachecares que foram criados na Arménia histórica e nas regiões vizinhas, nos tempos modernos que agora são parte da Turquia, Azerbaijão, Geórgia e Irão. Resultado da erradicação sistemática de cachecares na Turquia, só alguns poucos exemplares sobrevivem. Desafortunadamente estes poucos sobreviventes não estão bem catalogados nem fotografados. Desta maneira é difícil ter uma visão concreta da situação actual. Um exemplar documentado foi reportado no Cemitério Arménio de Jula.
Uma fonte diz que os cachecares e stão a ser danificados, negligenciados ou mexidos na Arménia.

## Galeria

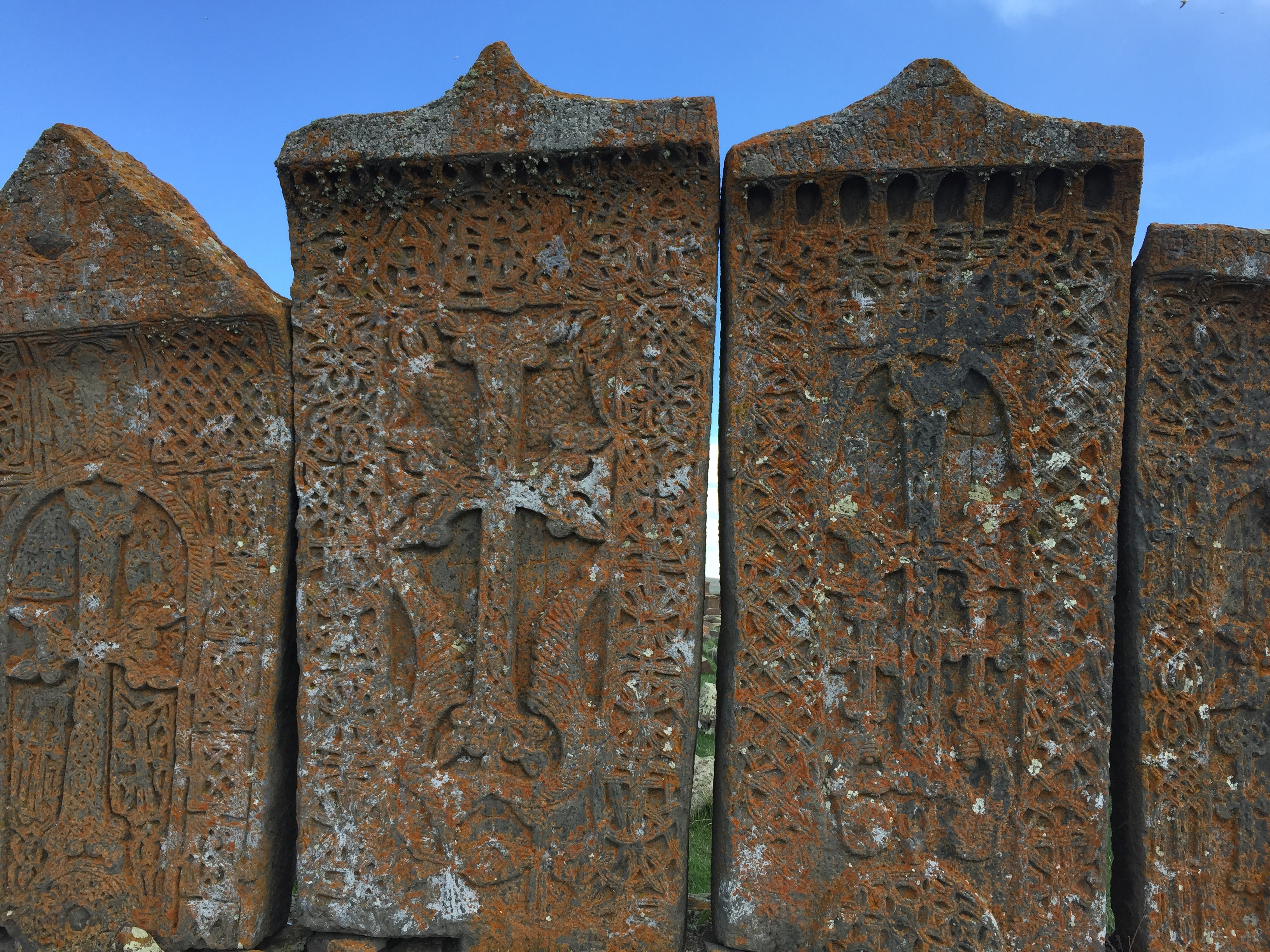
Cachecar armênio
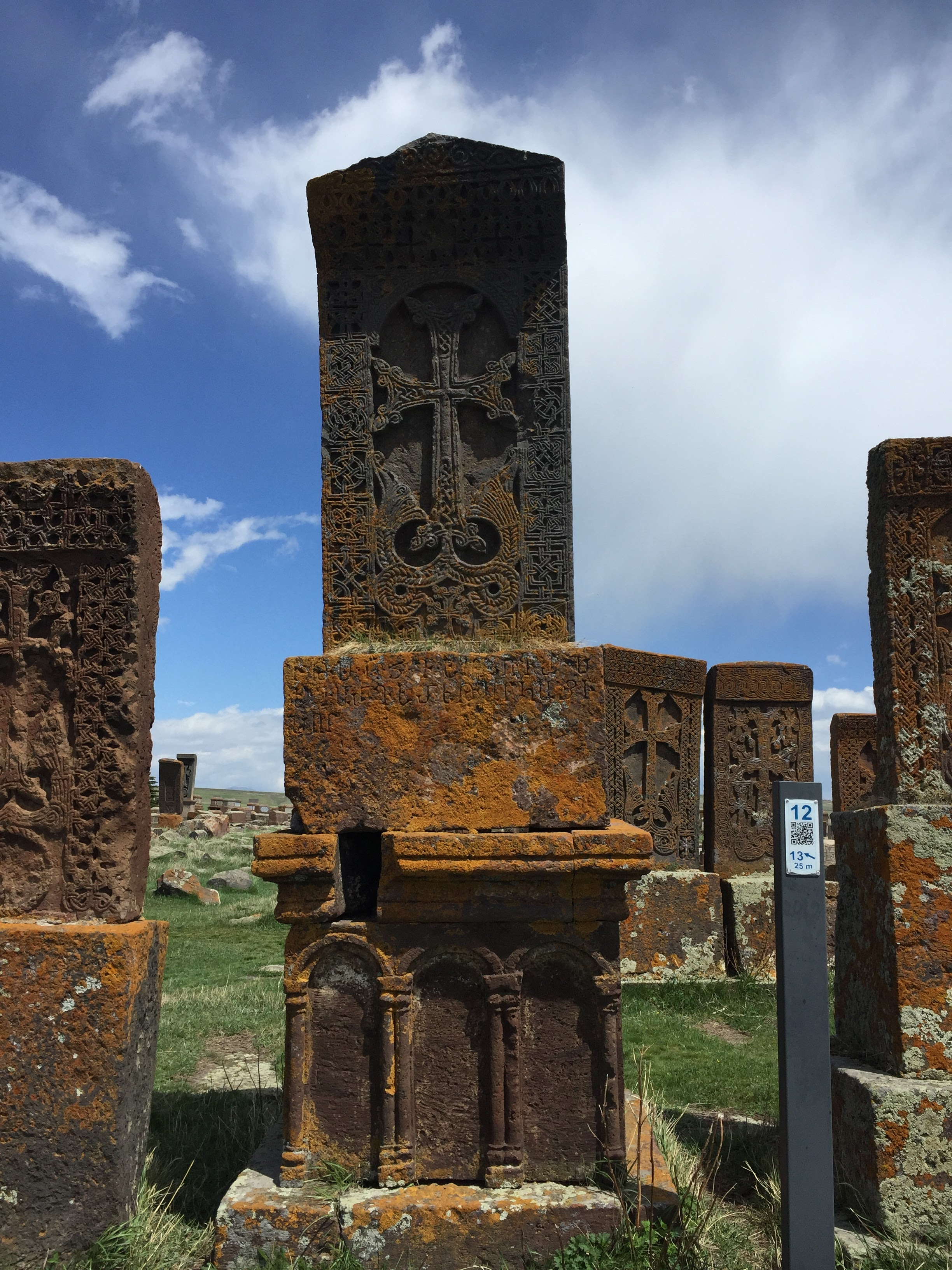
Cachecar armênio